# 듀오 맥스웰
듀오 맥스웰(Duo Maxwell, デュオ・マックスウェル)은 신기동전기 건담 W의 등장인물이다.

## 프로필
전쟁고아 출신의 소년으로 L-2 콜로니군에서 출생한 것으로 보이지만 정확한 프로필은 불명. 성격 자체가 쾌활하고 명랑하여 5명의 건담 파일럿중 가장 감정이 풍부하다. 이름인 듀오는 그가 아직 이름이 없던 시절, 부랑아로 이곳 저곳을 떠돌다가 우연히 흘러들어온 낡은 콜로니에 맥스웰이라는 이름이 붙은 교회 겸 고아원으로 들어오게 되었을 때 만난 '솔로'라는 소년과 관련이 있다. 이름이 없던 시절의 듀오는 솔로와 절친이 되어 항상 붙어다녔다고 한다. 그러나 솔로가 병에 걸려 죽어버리자 그와 함께하니 '듀오(이중주)'를 이루겠다는 상징적인 의미로 자신의 이름을 '듀오 맥스웰'로 바꾼다. 이후 건담의 개발자중 한명인 '프로페서 G'가 운영하는 시설에서 식량을 훔치다 잡히는데, 듀오의 재능을 눈 여겨본 프로페서 G의 밑에서 컴퓨터 관련 학문과 로봇공학을 배우며 건담 파일럿으로 훈련 받는다.
파일럿 교육을 마친 듀오는 오퍼레이션 메테오에 참가 - 지구로 강하하여 게릴라전 및 테러전을 감행한다. 특히 그가 탑승한 데스사이즈는 기습과 은밀기동에 가장 특화되었기에 그가 입버릇처럼 말하는 사신 그 자체의 모습으로 전선을 누비고 다닌다. 하지만 OZ의 상급간부인 '레이디 언'의 계략으로 인해 건담들이 더 이상 지상에서 활동하는게 불가능해지자 다르 건담 파일럿인 '카트르 라버바 위너'와 함께 우주로의 복귀를 꾀하지만, 이 와중에 건담 데스사이즈는 반파되고, 카트르 라버바 위너와도 헤어지게 된다. 고생끝에 우주로 복귀한 듀오는 콜로니를 회유하려는 OZ의 계략을 막기 위해 노력하지만, 반파된 데스사이즈로 제실력을 드러내지 못하고 포로로 잡히게 된다. 이후 한동안은 OZ군에게 조사를 받으며 지내다가 비슷한 시기에 붙잡힌 5명의 건담 개발자들이 새로이 만들어준 건담 데스사이즈 헬을 타고 부활한다. 또한 이즈음에 만난 힐데가르트란 소녀와의 만남이 그에게 큰영향을 미친다. 본질에서 멀어져가는 콜로니의 행보를 보면서 많은 고뇌를 하지만 결국 콜로니를 위한다는 신념을 끝까지 관철하며 최후의 전투까지 활약. 이후 힐데가르트와함께 고물상 일을 하며 지낸다. 참고로 다른 건담 파일럿과 다르게 건담에 대한 애착이 남다른데 자신의 기체인 데스사이즈 건담을 '동료(아이보)'라고 부르기도 한다.
탑승기체는 《XXXG-01D Gundam Deathscythe Gundam (XXXG-01D 데스사이즈 건담)》